# Dorothy Swaine Thomas
Dorothy Swaine Thomas (24 de outubro de 1899 - 1 de maio de 1977) foi uma socióloga e economista americana .  Ela foi a 42ª Presidente da American Sociological Association e a primeira mulher nesse papel.

## Biografia
Thomas nasceu em 24 de outubro de 1899 em Baltimore , Maryland , filha de John Knight e Sarah Swaine Thomas.
Thomas recebeu um BA do Barnard College em 1922 e um Ph.D. da London School of Economics, em 1924.  Por seu trabalho, ela ganhou a Medalha de Pesquisa Hutchinson.
Entre 1924 e 1948, Thomas ocupou cargos de pesquisa e ensino em várias instituições nos Estados Unidos e na Europa, inclusive na Universidade da Califórnia, em Berkeley , no Columbia Teachers College , no Federal Reserve Bank em Nova York e no Instituto de Ciências Sociais da Universidade de Estocolmo .
Em 1928, juntamente com William I. Thomas , ela escreveu o livro  The Child in America .  Nesta obra, eles formularam o Teorema de Thomas  , ou o que ficou conhecido, também, como "definição de situação".
Ela se casou com William I. Thomas em 1935.
A partir de 1948, trabalhou na Universidade da Pensilvânia , na Wharton School , primeiro como primeira professora do Instituto em pesquisa sociológica, depois como co-diretora ou diretora de várias instituições, em particular o Population Studies Center.
O principal campo de pesquisa de Thomas foi o crescimento populacional.  Ela escreveu um trabalho em vários volumes com Simon Kuznets sobre o desenvolvimento da população e da economia dos Estados Unidos.
Em 1942, ela foi eleita como membro da American Statistical Association .
Após sua aposentadoria em 1970, ela recebeu um doutorado honorário da Universidade da Pensilvânia .
Thomas morreu em 1 de maio de 1977 em Bethesda, Maryland .

## Trabalho
- William I. Thomas, Dorothy S. Thomas: The child in America, Knopf, New York 1928
- Dorothy S. Thomas, Simon Kuznets: Population Redistribution and Economic Growth: United States, 1870-1950, 3 vols, Philadelphia 1957-1964
- Theresa Wobbe [de] & Claudia Honegger [de] (eds.): Women in Sociology. Nine Portraits (sic) Beck, Munich 1998. ISBN 3406392989 (except DST: Frieda Wunderlich, Marie Jahoda, Jenny P. d'Héricourt, Mathilde Vaerting, Beatrice Webb, Jane Addams, Harriet Martineau and Marianne Weber)